# Tell es Sauván
Tell es Sauván je archeologická lokalita v severním Iráku u řeky Tigris poblíž Samarry, jižně od Chassuny. Šlo o jedno z nejvýznamnějších sídlišť chassunské i samarské kultury ze 6. tisíciletí př. n. l.
Nejstarší vrstvy (Tell es Sauván I,II) náleží mladému neolitu a radiokarbonové údaje jí přiřazují dataci 5506 ± 73 př. n. l. V době, kdy se zde objevily známky chassunské kultury, byla již většina potravy kryta zemědělskou výrobou. Kromě pěstování několika druhů pšenice a ječmene zde je domestikován tur. V Tell es Sauvánu byly objeveny pozůstatky ohrady pro dobytek. K upevňování čepelí do držadel se hojně používá asfalt.
Velká kulatá stavba zřejmě z chassunské doby sloužila asi jako svatyně nebo shromažďovací dům. Jde o podélnou budovu s rituálním výklenkem v čelní stěně. Čtverhranné hliněné domy se skládají z několika místností a byla objevena i vnitřní výbava. Byly tu krby, pece, lavice, na podlaze ležely rákosové rohože, v zemi byly zapuštěny zásobnice pro obilí. Tehdejší zemědělci uměli tkát látky, jak dokládají nálezy hliněných přeslenů. Typická je červená keramika na žlutém podkladě s klikatkami a trojúhelníky. Alabastrové nádoby z chassunské doby jsou nádherné. Jsou nalézány rituální hliněné sošky žen, do hrobu jsou vkládány např. náhrdelníky.
Třetí a čtvrtá vrstva Tell es Sauvánu náleží již chalkolitu, je zhruba o dvě stě let mladší než předchozí, chassunská etapa. Patří následující samarrské kultuře. Uprostřed obce stál tehdy prostý chrám, který se podobá mladším chrámům obeidským. Opět jsou nalézány asfaltem slepené srpy z pazourků. Keramika samarrské doby je již dokonalejší, má pestřejší výzdobu, geometrické vzory se tu střídají se stylizovanými obrazy zvířat, stromů, ryb, ptáků a lidí. Objevuje se snaha vystihnout pohyb (letící ptáci).